# Атлантический морской лещ
Атлантический морской лещ (лат. Brama brama) — вид лучепёрых рыб из семейства морских лещей. Распространены в умеренных, субтропических и тропических водах всех океанов. Морские пелагические рыбы. Максимальная длина тела 100 см.

## Описание
Тело высокое, сильно сжато с боков. Лоб сильно выпуклый. Рыло тупое, рот конечный и косой. Глаз большой, овальной формы, горизонтальный диаметр глаза меньше длины рыла. Передние ноздри эллиптической формы, направлены вперёд. Задние ноздри щелевидные. На челюстях в несколько рядов расположены мелкие зубы конической формы; клыковидных зубов нет. Зубы на нёбе и сошнике мелкие. Хорошо развиты глоточные зубы. На первой жаберной дуге от 15 до 18 жаберных тычинок, из них на верхней половине 4—7 жаберных тычинок, а на нижней 8—12. Спинной плавник с 35—38 мягкими лучами, начинается над основаниями грудных плавников. В передней части плавника лучи намного длиннее, чем в задней. В анальном плавнике 29—32 мягких лучей, в передней части лучи более длинные. Спинной и анальный плавники покрыты чешуёй, в их основаниях чешуйки не образуют борозды, в которую могли бы складываться плавники. Хвостовой стебель короткий и узкий. Хвостовой плавник вильчатый. Грудные плавники длинные с 20—23 мягкими лучами, расположены низко на теле. Брюшные плавники расположены под основаниями грудных плавников. В боковой линии 70—90 чешуй. Позвонков 41—45.

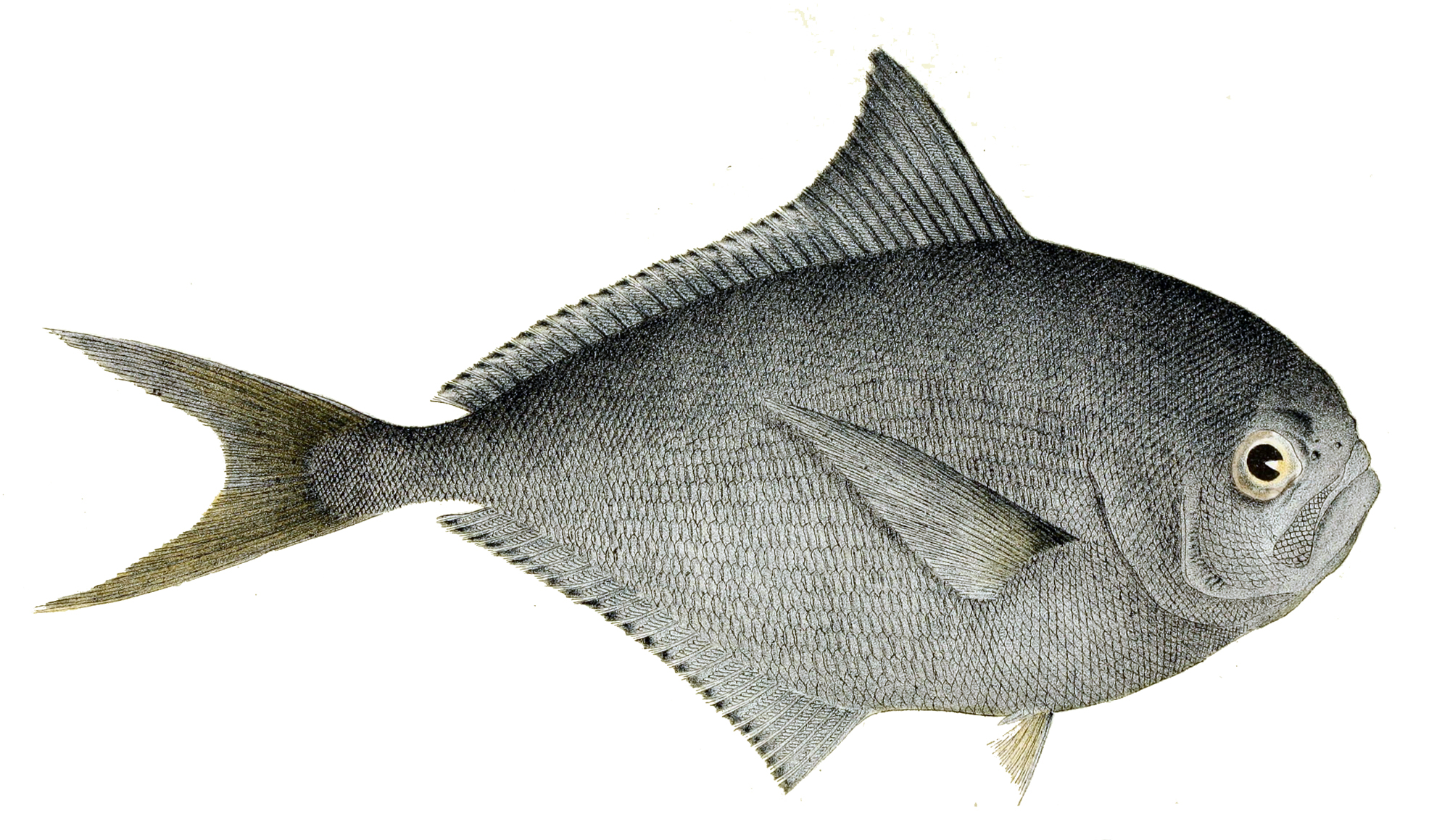

Тело тёмно-коричневого цвета с серебристым оттенком на боках. Спина и верхние края плавников черноватые. Грудные и брюшные плавники желтоватые.
Максимальная длина тела 100 см, обычно до 40 см. Масса тела до 6 кг.

## Биология
Морские пелагические океанодромные рыбы. Распространение ограничено водами с температурой не ниже 10 °С и не выше 24 °С. Обитают на глубине от 0 до 1000 м. Осуществляют суточные вертикальные миграции, перемещаясь на меньшую глубину в ночные часы. Протяжённые сезонные миграции связаны с изменениями температуры воды.

## Питание
Питаются разнообразными пищевыми объектами, т. е. для атлантических морских лещей характерно оппортунистическое пищевое поведение. Состав рациона различается в зависимости от района обитания, сезона года и т. д. В состав пищи входят рыбы, амфиподы, эвфаузиды, крабы, головоногие, криль. Из рыб в желудках морских лещей встречались миктофовые, камбалы, песчанки, мерлузы, тресковые и др..

### Размножение
В Средиземном море нерестятся в августе — сентябре, в восточной Атлантике несколько позже при температуре не ниже 19,5 °С и не выше 23,8 °С. Икра сферической формы, диаметром 1,5—1,6 мм. Хорион гладкий. Одна жировая капля овальной формы размером 0,4х0,32 мм. Длина тела личинок сразу после вылупления 3— 4 мм. Чешуйный покров формируется полностью при длине тела около 13 мм. Икра и личинки пелагические.

## Ареал
Широко распространены в Атлантическом, Индийском и Тихом океанах от тропических до тёплых умеренных областей. Западная Атлантика: от Новой Шотландии до Белиза, Антильских островов и севера Южной Америки, включая Бермудские острова и Мексиканский залив. Восточная Атлантика: от Исландии и центральной Норвегии до Анголы и юга Африки, включая Средиземное море. В Индийском и Тихом океанах встречаются южнее 30° ю. ш..

## Взаимодействие с человеком
Ценная промысловая рыба. Промысел ведётся ярусами и тралами. В северной Атлантике в основном добывают Испания, Португалия, Франция, а в юго-восточной Атлантике — ЮАР. Мировые уловы в 2000-е годы варьировались от 1,9 до 13 тысяч тонн. В 2011 году вылов достиг 17829 т. Реализуется в свежем и мороженом виде, используется для приготовления консервов. Мясо по вкусу напоминает мясо тунцов.